# Suga (rappare)
Min Yoon-Gi (hangul: 민윤기), mer känd under artistnamnet Suga (hangul: 슈가), född 9 mars 1993 i Daegu, är en sydkoreansk rappare, musikproducent och låtskrivare. Han är medlem i det sydkoreanska pojkbandet BTS och har varit det sedan gruppen debuterade år 2013.
I egenskap av låtskrivare och musikproducent har han 126 låtar registrerade hos Korea Music Copyright Association (KOMCA). Tidigt under 2018 var Suga en av de 25 artister som blev uppgraderade till full medlem av KOMCA.
År 2016 släppte han sitt första soloverk under namnet Agust D. Ett blandband som heter Agust D där genren på låtarna lutar åt underground hiphop. Fyra år senare, 22 maj 2020, släppte han sitt andra blandband, D-2. Med D-2 blev Agust D den andra asiatiska soloartisten att nå 100 förstaplatser på iTuneslistor runt hela världen. Han har även arbetat med andra artister och genrer som bland andra Surans 'Wine' som vann Hot Trend Award på Melon Music Awards 2017.
Sugas låttexter är ofta djupa, de har bland annat handlat om depression och att inte kunna älska sig själv. Han hoppas skapa en värld där människor kan prata med varandra om sina besvär och att hans musik ska bli "många människors styrka". Han har talat öppet om psykisk ohälsa och jämlikhet för HBTQ-rörelsen.

## Namn
Artistnamnet Suga (슈가) kommer från de två första stavelserna i termen Shooting Guard (슈팅 가드) vilken var den position han spelade i basket under sin studietid.
Agust D kommer ifrån initialerna DT, som står för hans hemstad Daegu Town, och Suga stavat baklänges.

## Diskografi

### Album
| Datum       | Albumtitel                                       | Topplacering          |
| Datum       | Albumtitel                                       | Sydkorea (Gaon Chart) |
| ----------- | ------------------------------------------------ | --------------------- |
| 12 jun 2013 | 2 Cool 4 Skool                                   | 5                     |
| 11 sep 2013 | O!RUL8,2?                                        | 4                     |
| 12 feb 2014 | Skool Luv Affair                                 | 1                     |
| 19 aug 2014 | Dark & Wild                                      | 2                     |
| 29 apr 2015 | The Most Beautiful Moment in Life, Part 1        | 1                     |
| 30 nov 2015 | The Most Beautiful Moment in Life, Part 2        | 1                     |
| 2 maj 2016  | The Most Beautiful Moment in Life: Young Forever | 1                     |
| 10 okt 2016 | Wings                                            | 1                     |
| 13 feb 2017 | You Never Walk Alone                             | 1                     |
| 18 sep 2017 | Love Yourself 承 Her                             | 1                     |
| 19 maj 2018 | Love Yourself 轉 Tear                            | 1                     |
| 24 aug 2018 | Love Yourself 結 Answer                          | 1                     |
| 12 apr 2019 | Map of the Soul: Persona                         | 1                     |